# Запорізька площа (Київ)
Запорізька площа — зникла площа міста Києва, що існувала в робітничому селищі на Трухановому острові. Розташовувалася між Чигиринською, Київською та Полтавською вулицями.

## Історія
Виникла під такою ж назвою 1907 року під час розпланування селища на Трухановому острові, під назвою Запорізька площа зазначена на карті міста 1914 року. На карті 1941 року та на німецькій карті 1943 року позначена як Базарна площа.
Восени 1943 року при відступі з Києва німецькі окупанти спалили селище на острові, тоді ж припинила існування вся вулична мережа включно із Запорізькою площею.